# ملعب 24 سبتمبر
ملعب 24 سبتمبر هو ملعب متعدد الاستخدام يقع في بيساو عاصمة غينيا بيساو . غالبا ما يتم استخدامه لمباريات كرة القدم . يسع الملعب لجلوس 20 ألف متفرج . يعتبر الملعب الرسمي الذي يخوض فيه منتخب غينيا بيساو مبارياته الدولية .